# メルセデス・ベンツ・W116
メルセデス・ベンツ・W116（Mercedes-Benz W116 ）は、ドイツの自動車メーカーであるメルセデス・ベンツ・グループがメルセデス・ベンツブランドで展開しているSクラスの、初代モデルである。W116はそのコードネーム。1972年から1980年まで製造・販売された。なおロングボディ仕様には別途「V116」というコードネームがあるが、通常はそれも含め「W116」と呼ばれる。

## 概要
W116（以下、V116も含む）は、メルセデス・ベンツとして初めてSクラスと正式に命名されたモデルである。なお、それ以前から同クラスのセダンは非公式に「Sクラス」と呼ばれていた。
W116は、ボディサイズが実質的な先代にあたるW108／W109より大型化しているが、事故から乗員を守るための新しい安全基準で設計されたため、室内は先代モデルより狭くなっている。 
W116の総生産台数は473,035台で、1979年のW126の登場まで販売面で健闘した。W116はヨーロッパ、北米、アジア、中東、アフリカおよびオセアニアで販売された。
燃料噴射仕様車（モデル名にEが付く。ドイツ語： Einspritzung の頭文字）や、ホイールベースを延長し後席スペースを拡大したロングボディ仕様（モデル名の最後にLが付く。同 Lang の頭文字）が用意された。
スペシャルモデルとして6.9リッターの「450SEL 6.9」が登場するとともに、経済的なターボディーゼル車も用意された。なお、クーペやカブリオレは設定されなかった。
モデル末期の1978年からはABSがオプション設定されており、これは乗用車用として世界初である。

## モデル

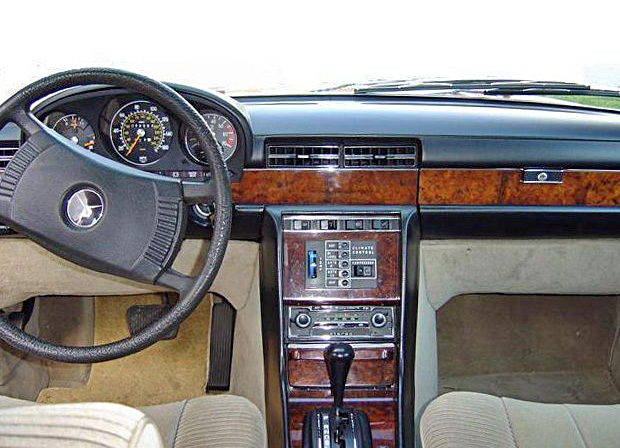
450SEL 6.9 ダッシュボード

W116は1975年の欧州の排出ガス基準改正に伴い、その基準を満たすために若干のパワーダウンを強いられたものの、1978年には新しい燃料噴射装置の採用により本来のパワーに戻っている。なお、300SDセダンはアメリカ仕様のみに設定された。
| シャシコード | 製造年        | モデル          | エンジン                         |
| ------------ | ------------- | --------------- | -------------------------------- |
| W116.02      | 1973年-1980年 | 280Sセダン      | 2.8 L 直列6気筒                  |
| W116.024     | 1973年-1980年 | 280SEセダン     | 2.8 L 直列6気筒                  |
| W116.025     | 1974年-1980年 | 280SELセダン    | 2.8 L 直列6気筒                  |
| W116         | 1973年-1980年 | 350SEセダン     | V型8気筒 3.5 L                   |
| W116         | 1973年-1980年 | 350SELセダン    | V型8気筒 3.5 L                   |
| W116.032     | 1973年-1980年 | 450SEセダン     | V型8気筒 4.5 L                   |
| W116.033     | 1973年-1980年 | 450SELセダン    | V型8気筒 4.5 L                   |
| W116.036     | 1975年-1980年 | 450SEL6.9セダン | V型8気筒 6.9 L                   |
| W116.12      | 1978年-1980年 | 300SDセダン     | 直列5気筒 3.0 L ターボディーゼル |

## 特長
W116には、メルセデス・ベンツによる徹底した安全対策や、当時の最新技術が組み込まれている。大型高級セダンとして、当時最先端の諸性能を持つ。 

### 内装・視界・安全性

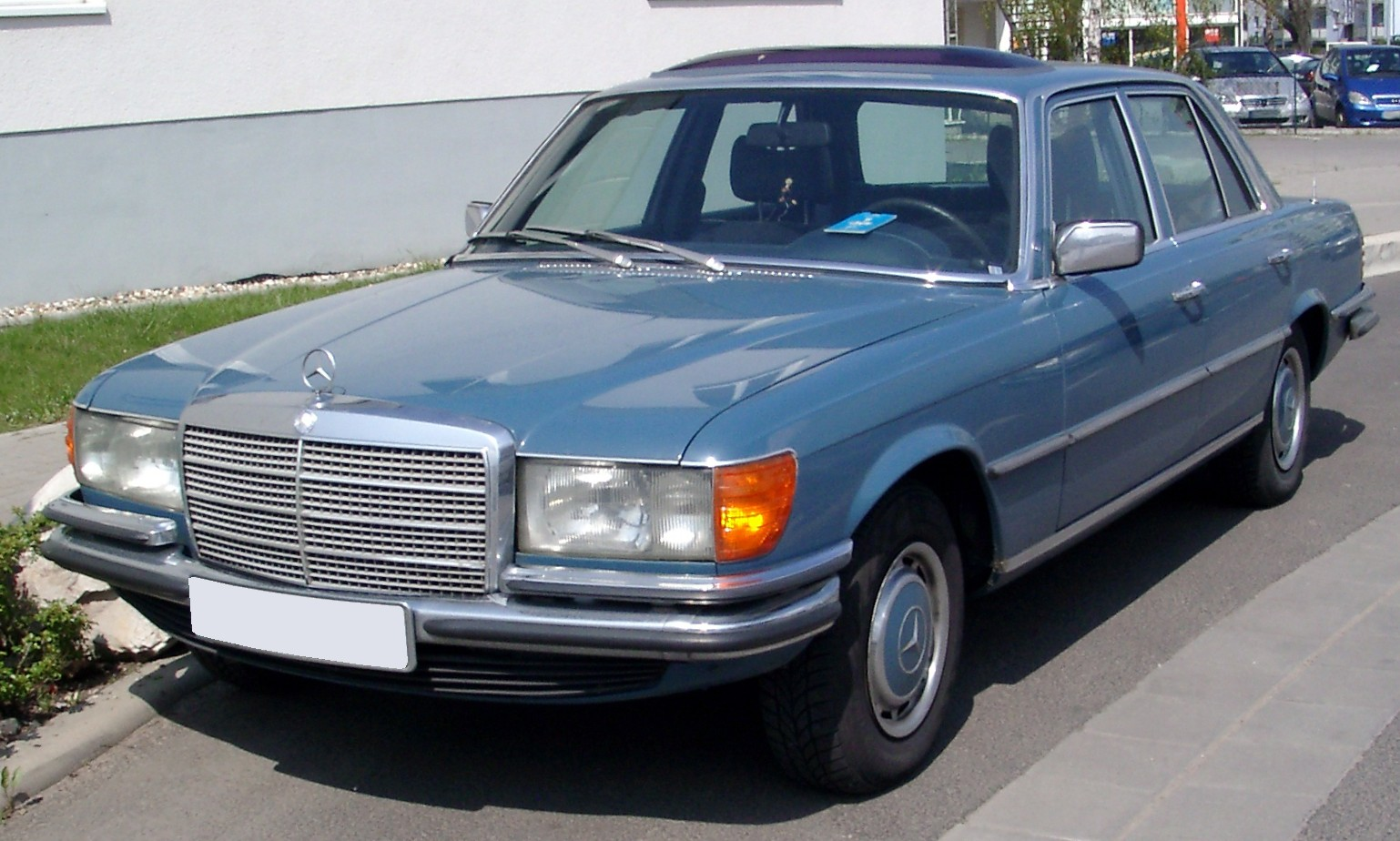
W116 フロント

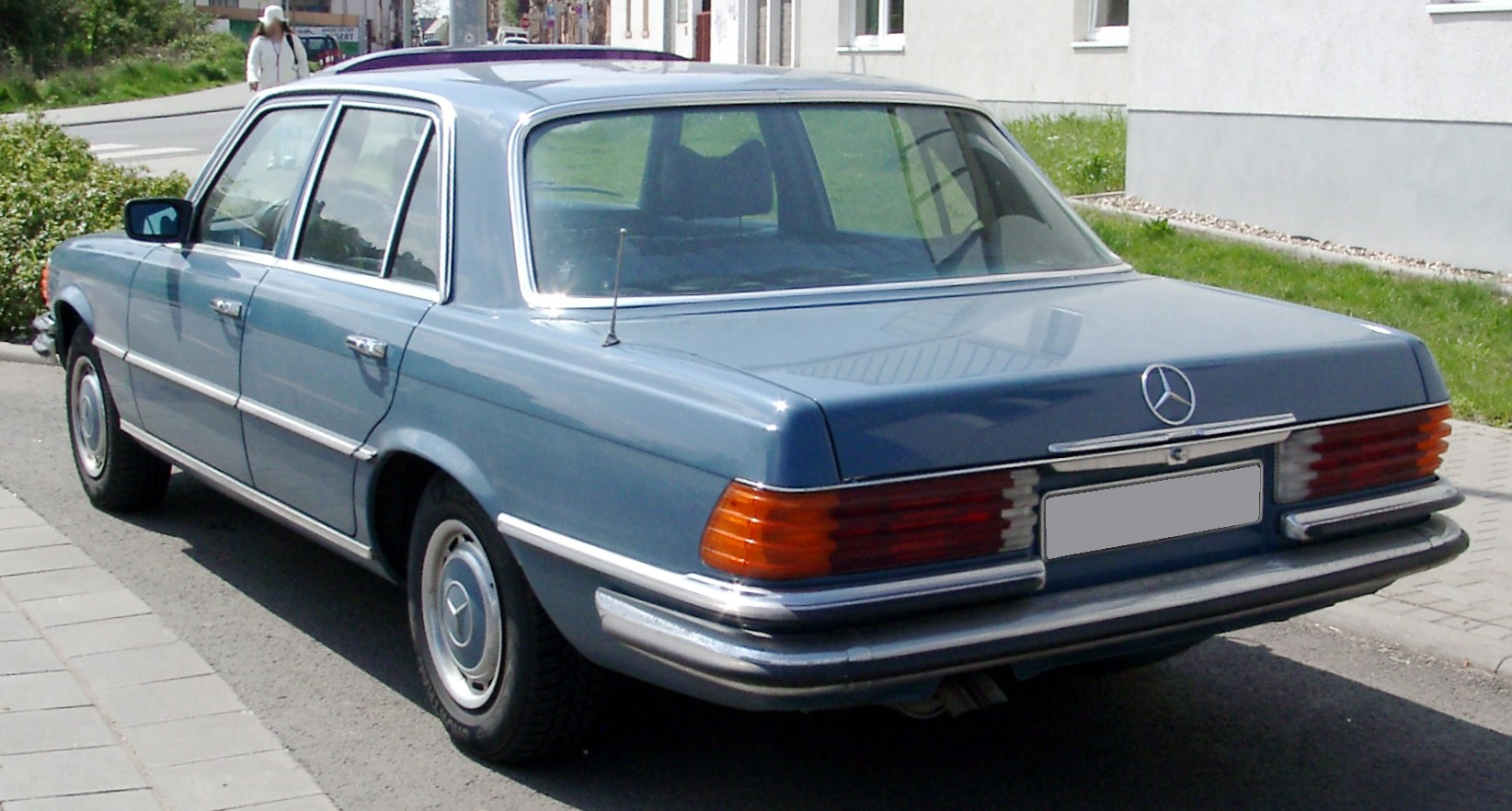
W116 リア

- 内装デザインは過剰な装飾を持たず、極めてシンプルである。スイッチ類は使いやすさや操作ミス防止のため形状や配置に多くの配慮がなされている。特にメーター類は見た目の虚飾を排し、確認のしやすさが最優先されている。これらによりメルセデス・ベンツは「ドライバーを惑わさない」とする。
- ダッシュボードには厚いパッドが詰められ、突起のないスイッチ類や4本スポークステアリングホイールにより、衝突の際に乗員の傷害を軽減するよう配慮されている。パワーアシストを備えたハンドルはその中心に大きなパッドを持ち、衝撃吸収式のボスとショックアブソーバーも装備する。
- 大型のシートは快適性だけでなく、サイドサポートにも配慮されている。また、シート前端を柔らかくし傾斜を付けることで、脚の血管の鬱血を防ぐよう設計されている。
- 視界確保のため、窓ガラスやルームミラー、ドアミラーは大きくされている。独特の動きをするワイパーは、払拭面積を拡大（雨滴の78％を拭き取る）するとともに、高速走行時の浮きあがりを防止するように設計されている。
- ウィンドウディフレクターと大型のレインランネルを装備し、サイドとリアの窓ガラスを雨滴で汚さず視界を保つよう工夫されている。また、窓を開けずに新鮮な空気を車内に取り入れることができるよう、空気取り入れ口が装備されている。カーエアコンは強力なブロアーを装備し、車が停止しているときでも車内の空気を1分間に3回入れ替えることが可能。また寒冷時にはフロントドアの内部にもヒーターの暖かい空気が導入されることで、暖房・曇り防止の一環となっている。これらにより、悪天候時でも車内を安全・快適に保つよう設計されている。
- W116のボディ構造の特徴にセーフティセル構造がある。これは当時からのダイムラー・ベンツの特許によるものであり、乗員部分を特に強固にしたうえで事故時の衝撃は前後のボディで吸収するようにした構造である。セーフティセル内の乗員は保護される。
- 燃料タンクは追突された際の衝撃を避けるため、リア車軸上に設置している。
- 車両の横転に備え、ピラーとルーフは特に強化されている。
- 前述の通り、ABSを世界で初めて採用した車である。この装置はボッシュ製である。

### 灯火類

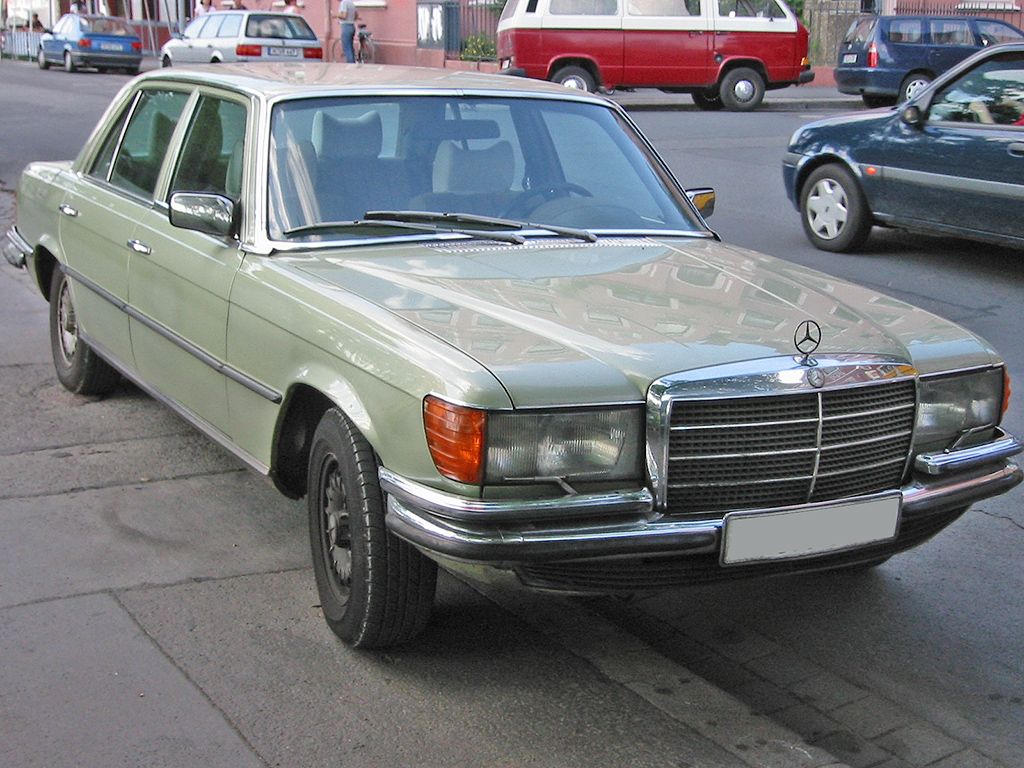
W116 フロント

- 遠くからでも見やすく、周囲に意志を確実に伝えることができるよう、前後の灯火類（ウインカー、リアコンビネーションランプ）は大型化されている。
- その前後灯火類には、レンズに凹凸がつけられている。これは、悪天候時にレンズが泥や雪で汚れても、その凹みにより視認性が確保できるようにという設計である。
- 前述のレインランネルにより、サイドの窓ガラスが汚れないように設計されているだけでなく､走行中に後部へと流れた雨滴はボディとトランクリッドの隙間を流れるように誘導され、リアコンビネーションランプを汚さないように設計されている。
- 一部車種はヘッドライトワイパーを装備する。これにより雨天時や悪路走行時、ヘッドライトに付着した汚れを落とし視界を確保できる。

これら先進的な設計や徹底した安全対策は、メルセデス・ベンツの他車種や後継車へも引き継がれており、W116以降のメルセデス・ベンツの個性・特長ともなっている。

## 450SEL 6.9
先代モデルにおける「300SEL 6.3」を受け継ぐスペシャルモデルの450SEL 6.9は、W116の最強仕様であった。このモデルに搭載されたエンジン・6.9リッターV型8気筒は、メルセデス・ベンツの乗用車用エンジンでは戦後最大級である。450SEL 6.9のサスペンションはシトロエン方式のハイドロニューマチックである。